# شرکت سپرده‌گذاری مرکزی اوراق بهادار و تسویه وجوه

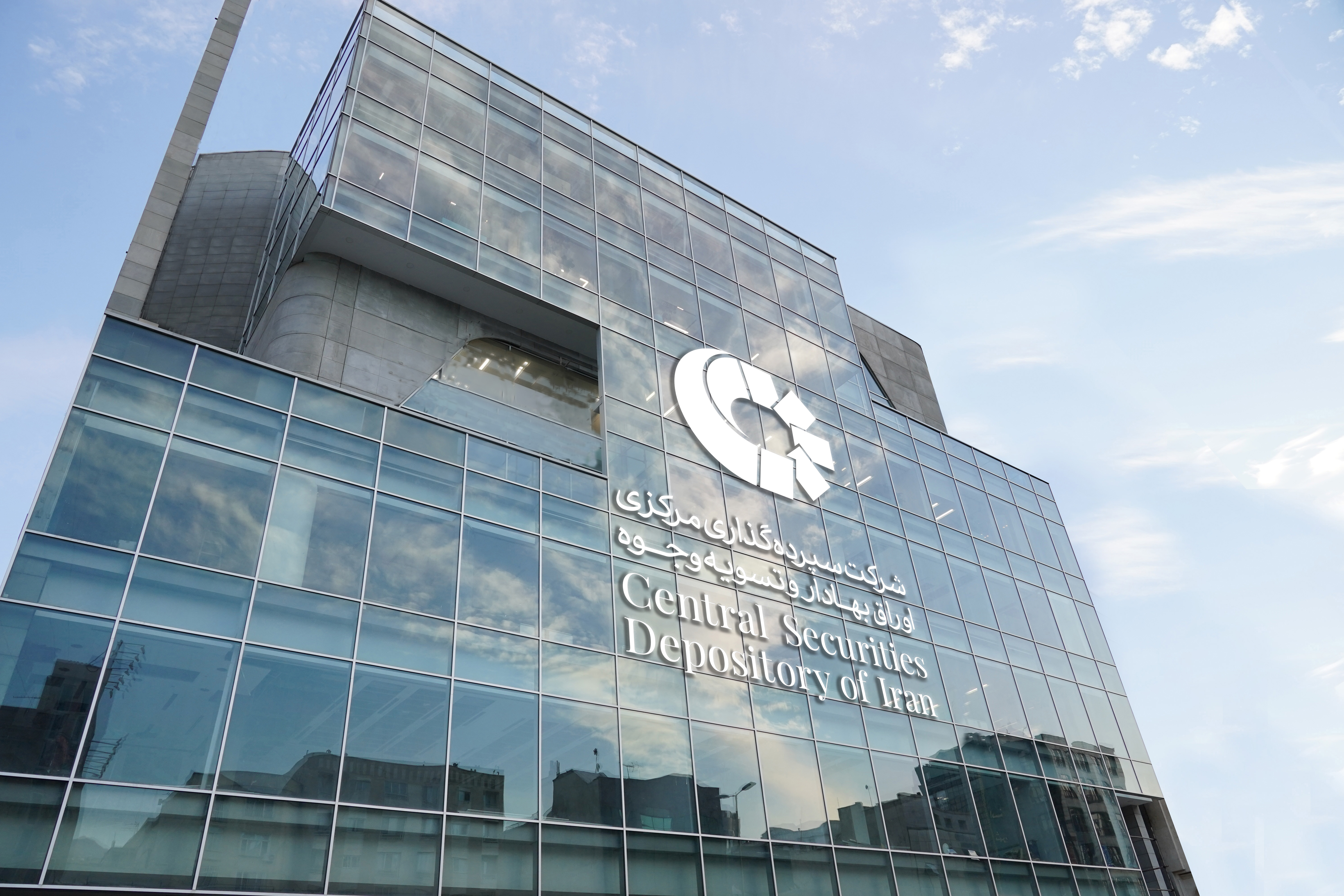
نمای خارجی شرکت سپرده گذاری مرکزی اوراق بهادار و تسویه وجوه (از خیابان سرو شرقی)

شرکت سپرده‌گذاری مرکزی اوراق بهادار و تسویه وجوه (سمات) یکی از نهادهای اصلی بازار سرمایه ایران است که زیر نظر سازمان بورس و اوراق بهادار فعالیت می‌کند. این شرکت به دنبال تفکر تضمین امنیت و کارآمدی بازار اوراق بهادار ایران از طریق توسعه و بهینه‌سازی ساز و کار تسویه معاملات اوراق بهادار با تمرکز بر افزایش کارایی، کاهش ریسک و کاهش هزینه‌های پایاپای و تسویه وجوه معاملات با رعایت قوانین و مقررات جاری کشور جمهوری اسلامی ایران در تاریخ ۵ دی ۱۳۸۴ در اداره ثبت شرکت‌ها و مؤسسات غیرتجاری تهران با شماره ۲۶۲۵۴۹ به ثبت رسید
سیستم سپرده‌گذاری اوراق بهادار، یک سازوکار ثبت الکترونیک است که نگهداری اوراق بهادار و ثبت نقل و انتقال آن‌ها را برعهده دارد. در این سیستم مالکیت اوراق بهادار، بدون نیاز به مبادله فیزیکی گواهی سهام یا هر سند کاغذی دیگر، همزمان با انتقال اوراق از یک حساب به حساب دیگر، تغییر می‌کند. از این رو عملکرد آن بسیار شبیه عملکرد بانک است.

## مدیر عامل
دکتر محمد باغستانی در جلسه هیئت مدیره شرکت سپرده گذاری مرکزی اوراق بهادار و تسویه وجوه (سمات)، مورخ بیست و سوم آبان ماه ۱۴۰۰ شمسی به عنوان مدیر عامل جدید این شرکت انتخاب شد. وی جایگزین حسین فهیمی مدیر عامل سابق سمات شد.

## عضویت‌های بین‌المللی
شرکت سپرده گذاری مرکزی اوراق بهادار و تسویه وجوه عضو ۶ نهاد بین‌المللی به شرح ذیل می‌باشد
۱. انجمن شرکت‌های سپرده گذاری مرکزی جهان (WFC)
شرکت سپرده گذاری مرکزی اوراق بهادار و تسویه وجوه در سپتامبر ۲۰۱۲ میلادی و پیرو عضویت در گروه شرکت‌های سپرده گذاری مرکزی آسیا و اقیانوسیه (ACG) به عضویت انجمن شرکت‌های سپرده گذاری مرکزی جهان درآمد. شرکت سپرده گذاری مرکزی ایران در سال ۲۰۱۸ و همزمان با انتخاب به عنوان نائب رئیس گروه شرکت‌های سپرده گذاری مرکزی آسیا و اقیانوسیه (ACG)، عضو هیئت رئیسه این انجمن شده که این عضویت برای یک دوره متوالی دیگر نیز ادامه یافت. شرکت سپرده گذاری مرکزی ایران در سال ۲۰۲۴ برای بار دیگر به عنوان نائب رئیس ACG، عضو هیئت رئیسه WFC گردید.
۲. گروه شرکت‌های سپرده گذاری مرکزی آسیا و اقیانوسیه (ACG)
شرکت سپرده گذاری مرکزی اوراق بهادار و تسویه وجوه، در سپتامبر ۲۰۱۲ میلادی با کسب اکثریت آرای اعضا در شانزدهمین مجمع عمومی این گروه که در شهر بالی اندونزی برگزار گردید، به عضویت گروه شرکت‌های سپرده گذاری مرکزی آسیا و اقیانوسیه درآمد. میزبانی بیستمین مجمع عمومی، عضویت در هیئت رئیسه کمیته اجرایی برای سه دوره متوالی و میزبانی شانزدهمین سمینار آموزشی این گروه از مهم‌ترین دستاوردهای شرکت در این گروه می‌باشد. گروه شرکت‌های سپرده گذاری مرکزی آسیا و اقیانوسیه دارای یک کمیته اجرایی و شش کارگروه به شرح ذیل می‌باشد:
oکارگروه تبادل اطلاعات
oکارگروه ابتکار کسب و کارهای جدید
oکارگروه فنی
oکارگروه حقوقی
oکارگروه مدیریت ریسک و بازیابی
oکارگروه ارائه خدمات به سرمایه گذاران
سمات از سال ۲۰۱۶ تا سال ۲۰۲۲ عضو هیئت رئیسه کمیته اجرایی گروه بوده و در سال ۲۰۲۴ بار دیگر به عضویت آن درآمد. همچنین در سال‌های ۲۰۱۸، ۲۰۱۹ و ۲۰۲۴ به عنوان نائب رئیسه کمیته انتخاب گردید.
شرکت سپرده گذاری مرکزی ایران در کلیه کارگروه‌های ACG عضویت و مشارکت فعال دارد.
۳. فدراسیون بورس‌های اروپایی- آسیایی (FEAS)
شرکت سپرده گذاری مرکزی اوراق بهادار و تسویه وجوه، در سال ۲۰۰۶ توانست به عنوان عضو وابسته به این فدراسیون پیوسته و در سال ۲۰۱۶ و ۲۰۱۸ عضو هیئت رئیسه این فدراسیون شد. عضویت در کمیته حسابرسی و انتصاب به عنوان رئیس کارگروه شرکت‌های سپرده گذاری که به پیشنهاد مدیر امور بین‌الملل شرکت سپرده گذاری مرکزی ایران شکل گرفت، از مهم‌ترین اقدامات شرکت در این فدراسیون می‌باشد.
۴. انجمن بورس‌های کشورهای عضو سازمان همکاری اسلامی (OICEF)
شرکت سپرده گذاری مرکزی اوراق بهادار در سال ۲۰۰۸ عضو انجمن بورس‌های کشورهای عضو سازمان همکاری اسلامی گردیده و از آن زمان با حضور مستمر در جلسات سالیانه و همچنین به اشتراک گذاری آخرین اخبار، دستاوردها و ابتکارات خود جهت انتشار در نشریات انجمن با این نهاد همکاری نموده است.
۵. انجمن شرکت‌های سپرده گذاری مرکزی اوراسیا (AECSD)
شرکت سپرده گذاری مرکزی ایران (CSDI) در نوزدهمین کنفرانس بین‌المللی این انجمن که در سال ۲۰۲۳ و در شهر دوشنبه تاجیکستان برگزار شد، با اتفاق آرا، به عضویت انجمن سپرده گذاری مرکزی اوراسیا درآمد.
۶. فروم استانداردسازی صندوق‌های سرمایه‌گذاری آسیا (AFSF)
شرکت سپرده گذاری مرکزی اوراق بهادار و تسویه وجوه در سال ۲۰۱۵، پس از تصویب تأسیس فروم به صورت رسمی، به عنوان عضو مؤسس به انجمن پیوسته و از آن زمان در تمامی نشست‌ها و کارگاه‌های تخصصی آن، شرکت نموده است.

## تفاهم نامه‌های همکاری
در حال حاضر شرکت سپرده گذاری مرکزی اورق بهادار و تسویه وجوه ایران با ۱۶ همتای بین‌المللی از کشورهای مختلف جهان، تفاهم نامه همکاری امضا نموده است:
1. بانک مرکزی یمن: خرداد 1401[۳۰]
2. شرکت سپرده گذاری مرکزی روسیه: فروردین 1397[۳۱]
3. انجمن سرمایه‌گذاری ایران – سوئیس: بهمن 1396[۳۲]
4. شرکت سپرده گذاری مرکزی یونان: تیر 1395[۳۳]
5. شرکت سپرده گذاری مرکزی ژاپن: آذر 1395[۳۴]
6. شرکت سپرده گذاری مرکزی تایوان: آذر 1395[۳۵]
7. شرکت سپرده گذاری مرکزی هند: اردیبهشت 1394[۳۶]
8. شرکت پایاپای ملی پاکستان: اردیبهشت 1393[۳۷]
9. شرکت سپرده گذاری مرکزی مسقط (عمان): اردیبهشت 1393[۳۸]
10. شرکت سپرده گذاری مرکزی چین: مهر ۱۳۹۳
11. شرکت پایاپای و تضامین بازار سرمایه اندونزی: اردیبهشت 1392[۳۹]
12. شرکت سپرده گذاری مرکزی کره جنوبی: شهریور 1392[۴۰]
13. شرکت سپرده گذاری مرکزی اندونزی: آذر 1392[۴۱]
14. شرکت سپرده گذاری مرکزی پاکستان: بهمن ۱۳۹۱
15. آژانس ثبت مرکزی ترکیه: اسفند ۱۳۸۸
16. تاکاس بانک ترکیه: شهریور ۱۳۸۷

## سامانه سجام
سامانه جامع اطلاعات مشتریان یا به اختصار سجام نام سامانه ای است که سمات جهت یکپارچه سازی عملیات نگه داری اطلاعات و احراز هویت مشتریان بورس تهران راه اندازی کرده و استفاده از آن را برای تمام مشترکین اجباری کرده است.
با یک بار ثبت نام و احراز هویت سجام به تمامی سرویس‌های بازار سرمایه دسترسی دارید. در مراجعات خود به نهادهای مالی اعم از کارگزاری، صندوقهای سرمایه‌گذاری و … نیاز به احراز هویت مجدد نخواهید داشت. تمامی افراد و شرکت‌هایی که در بازارسرمایه ایران فعالیت دارند یا قصد ورود به بازار بورس تهران را دارند، باید در سامانه سجام که متعلق به سمات است، ثبت نام نمایند.